# Áyios Ioánnis (ort i Grekland, Grekiska fastlandet)
Áyios Ioánnis är en ort i Grekland.   Den ligger i prefekturen Nomós Evvoías och regionen Grekiska fastlandet, i den östra delen av landet, 60 km norr om huvudstaden Aten. Áyios Ioánnis ligger 87 meter över havet och antalet invånare är 983. Den ligger på ön Euboia.
Terrängen runt Áyios Ioánnis är kuperad åt nordväst, men åt sydost är den platt. Runt Áyios Ioánnis är det ganska glesbefolkat, med 45 invånare per kvadratkilometer. Närmaste större samhälle är Alivéri, 4,3 km sydost om Áyios Ioánnis. 